# Centre International de Liaison des Écoles de Cinéma et de Télévision
Das Centre International de Liaison des Écoles de Cinéma et de Télévision (CILECT) mit Hauptsitz in Brüssel, ist ein 1954 auf Initiative von Marcel L’Herbier (Präsident des Institut des hautes études cinématographiques) und Rémy Tessonneau (Direktor des IDHEC) in Cannes gegründeter internationaler Filmhochschulverband,  bestehend aus fünf regionalen Organisationen, über den anerkannte Filmhochschulen organisiert sind. Dem Verband gehören über 180 Institutionen aus 65 Ländern an, in denen 9000 Mitarbeiter jährlich etwa 55 000 Studenten ausbilden.

## Regionale Organisationen
- GEECT – The Groupement Européen des Écoles de Cinéma et de Télévision / European Grouping of Film and Television Schools ist die Organisation der CILECT Mitglieder in Europa, Ägypten, Israel und Libanon.[2]
- CIBA – CILECT Ibero América ist die Organisation der latein-amerikanischen und luzo-hispanischen CILECT Filmhochschulen.[3]
- CAPA – CILECT Asia-Pacific Association ist die regionale Organisation der Mitgliedshochschulen in der asiatisch-pazifischen Region.[4]
- CARA – CILECT Africa Regional Association ist die regionale Organisation in Afrika.[5]
- CNA – CILECT North America ist die nordamerikanische, regionale Organisation sowie ein Gründungsmitglied von CILECT.[6]

## Mitglieder aus Deutschland
In Deutschland sind die Kunsthochschule für Medien Köln, die Fachhochschule Dortmund,  die Filmuniversität Babelsberg Konrad Wolf, die Filmakademie Baden-Württemberg, die Deutsche Film- und Fernsehakademie Berlin, die Hamburg Media School, die Hochschule Macromedia, die Hochschule für Fernsehen und Film München und die Internationale Filmschule Köln Mitglieder.